# Tom Wirtgen
Tom Wirtgen (Dippach, 5 maart 1996) is een Luxemburgs voormalig wielrenner. Zijn jongere broer Luc is eveneens beroepsrenner actief geweest.

## Carrière
Als junior werd Wirtgen viermaal nationaal kampioen (tweemaal in de tijdrit, tweemaal op de weg). Daarnaast won hij een etappe in de 3-Etappen-Rundfahrt voor junioren. Op het wereldkampioenschap tijdrijden voor junioren in 2014 werd hij zesde, bijna anderhalve minuut langzamer dan winnaar Lennard Kämna.
In 2017 werd Wirtgen voor de tweede maal nationaal kampioen tijdrijden bij de beloften. Op het wereldkampioenschap werd hij vierde.

## Overwinningen
2012
 Luxemburgs kampioen op de weg, Nieuwelingen
2013
2e etappe 3-Etappen-Rundfahrt, Junioren
 Luxemburgs kampioen tijdrijden, Junioren
 Luxemburgs kampioen op de weg, Junioren
2014
Bergklassement Trophée Centre Morbihan
 Luxemburgs kampioen tijdrijden, Junioren
 Luxemburgs kampioen op de weg, Junioren
Punten- en bergklassement Ronde van Opper-Oostenrijk, Junioren
2015
 Luxemburgs kampioen tijdrijden, Beloften
 Luxemburgs kampioen op de weg, Beloften
2017
Jongerenklassement Ronde van Rhodos
 Luxemburgs kampioen tijdrijden, Beloften
2018
2e etappe Ronde van de Jura
 Luxemburgs kampioen tijdrijden, Beloften

## Resultaten in voornaamste wedstrijden
|      | \| Jaar \| Gent-Wevelgem \| Ronde van Vlaanderen \| Parijs-Roubaix \| Amstel Gold Race \| Waalse Pijl \| \| WK op de weg \| \| ---- \| ------------- \| -------------------- \| -------------- \| ---------------- \| ----------- \| \| ------------ \| \| 2018 \| \| \| \| \| \| \| opgave \| \| 2019 \| opgave \| \| \| \| 102e \| \| opgave \| \| 2020 \| opgave \| 90e \| \| \| \| \| \| \| 2021 \| \| opgave \| buit.tijd \| 106e \| \| \| \| \| 2022 \| \| opgave \| \| \| \| \| \| \| 2023 \| \| \| \| \| \| \| opgave \| |                      |                |                  |             |  |              |
| Jaar | Gent-Wevelgem | Ronde van Vlaanderen | Parijs-Roubaix | Amstel Gold Race | Waalse Pijl |  | WK op de weg |
| 2018 | |                      |                |                  |             |  | opgave       |
| 2019 | opgave |                      |                |                  | 102e        |  | opgave       |
| 2020 | opgave | 90e                  |                |                  |             |  |              |
| 2021 | | opgave               | buit.tijd      | 106e             |             |  |              |
| 2022 | | opgave               |                |                  |             |  |              |
| 2023 | |                      |                |                  |             |  | opgave       |

## Ploegen
- 2015 –  Leopard Development Team
- 2016 –  Leopard Pro Cycling
- 2017 –  Leopard Pro Cycling
- 2018 –  AGO-Aqua Service
- 2019 –  Wallonie-Bruxelles
- 2020 –  Bingoal-Wallonie Bruxelles
- 2021 –  Bingoal Pauwels Sauces WB
- 2022 –  Bingoal Pauwels Sauces WB
- 2023 –  Global 6 Cycling
- 2024 –  Team Felt Felbermayr

Brockhoff · Dieteren · Foti · Krieger · Leyder · Mandrysch · Morabito · Nõmmela · Olesen · Schlechter · Silvestre · Vanden Bak · Wirtgen · Zangerlé
Arimont · Baude · De Winter · Debuy · Dopchie · Frehen · Goebeert · Molly · Moniquet · Paquot · Pestiaux · Taminiaux · Tasset · Van Vuchelen · Wirtgen
Dehaes · Ista · Jules · Liepiņš · Lietaer · Molly · Mortier · Nõmmela · Paasschens · Peyskens · Planckaert · Robeet · Six · Spengler (t/m 10 oktober) · Taminiaux · T. Wirtgen · Castrique (stagiair) · Huys (stagiair) · Paquot (stagiair) · L. Wirtgen (stagiair)
Castrique · De Bie · Huys · Ista · Lietaer · Livyns · Molly · Mortier · Nõmmela · Paasschens · Peyskens · Planckaert · Robeet · Six · Suter · Taminiaux · Vallée · Vanendert · L. Wirtgen · T. Wirtgen
Aniołkowski · Castrique · De Bie · Dupont · Huys · Livyns · Menten · Mertz · Molly ·Paasschens · Paquot · Peyskens · Rex · Robeet · Suter · Vallée · Vanendert · Venner · L. Wirtgen · T. Wirtgen · De Maeght (stagiair) · Desal (stagiair)
Aniołkowski · Blouwe · De Maeght · Desal · Dupont · Lauk · Livyns · Meens · Menten · Mertz · Molly ·Paasschens · Paquot · Peyskens · Rex · Robeet · Tietema (vanaf 1/2) · Tizza · Venner · Viviani (vanaf 21/3) · L. Wirtgen · T. Wirtgen · Desmarets (stagiair) · Dopchie (stagiair)
Ballabio · Bilyard · Fitzwater · Fredriksen · Harvey · Heany · Hjorth · Koyama · Moreno · Ormiston · Russell · Şampiyonbisiklet · Sessler · Wirtgen